# Сражение при Кам-Дакке
Сражение при Кам-Дакке — сражение Второй англо-афганской войны, произошедшее 22 апреля 1879 года между британскими войсками под командованием капитана О'Мура Крига и афганскими войсками, в основном представителями племени Моманд.

## Предыстория
Во время первой фазы Второй англо-афганской войны британские войска под командованием сэра Сэмуэля Брауна продвинулись через Хайберский перевал в Гандамак. Задача охраны длинных и открытых линий снабжения от нападений местных момандов выпала на долю Второй дивизии под командованием сэра Фрэнсиса Мода. Форт Дакка, на афганской стороне границы, защищали 800 человек и шесть орудий под командованием подполковника Барнса.
Когда войска Брауна оккупировали Гандамак, начали распространяться слухи о том, что большое количество момандов готовится атаковать британские коммуникации. Хан деревни Кам-Дакки, расположенной примерно в семи милях от Дакки на берегу реки Кабул, приехал к Барнсу с просьбой защитить его деревню от момандов. Соответственно, 21 апреля подполковник Барнс возглавил отряд из двух орудий, эскадрон 10-го бенгальского уланского полка и три роты пехоты из батальона Мхайрварра для обеспечения безопасности деревни. Однако они никаких момандов не обнаружили, хотя жители деревни настаивали на том, что большое их количество готовилось к нападению на противоположном берегу реки. По совету политического офицера в штабе Мод Барнс согласился послать небольшой отряд под в Кам-Дакку, одновременно отводя свои основные силы в Дакку.
В тот же день две роты батальона Мхайрварра под командованием капитана О'Мура Крига были отправлены из форта в Кам-Дакку. Они прибыли туда незадолго до полуночи, однако жители деревни отказались впустить их, и они были вынуждены разбить лагерь за пределами деревни.

## Ход сражения
Рано утром следующего дня Кригу снова было отказано во въезде. Вскоре солдаты заметили, что большое количество момандов перешло реку, в то время как жители деревни становились всё более враждебными по отношению к британским солдатам. В 20:00 к силам Крига присоединились ещё 37 человек, которые сообщили ему, что путь к Дакке перерезан и что до конца дня подкреплений ожидать не следует. Гонца отправили обратно в Дакку с предупреждением о неминуемой опасности.
Под нарастающим давлением Криг отвёл свои силы на близлежащее кладбище, расположенное между дорогой Дакка и рекой, где его люди построили бруствер из камней. Как только они закончили, афганцы начали атаку. Окружив небольшой отряд, они использовали посевы и другие укрытия для продвижения и вступили с ними в рукопашный бой, используя ножи и мечи, в то время как Мхайрварры защищались своими винтовками и штыками. Хотя им удавалось удерживать свои позиции, силы Крига находились под угрозой уничтожения, и у них постепенно заканчивались боеприпасы.
Тем временем генерал Мод, с подозрением относящийся к взглядам своего политического офицера, направил различные силы для поддержки Крига. Однако помощь прибыла именно из Дакки, куда благополучно прибыл посланник. Две пехотные роты, также из батальона Мхайварры, и кавалерийский эскадрон из 10-го бенгальского уланского полка под командованием капитана Д. М. Стронга прибыл на место в 15:00. Оставив одну роту охранять проход, через который он прошёл, Стронг возглавил атаку другой, которой удалось прорваться к силам Крига. Когда бенгальские уланы присоединились к битве, Стронг возглавил их атаку при поддержке людей Крига, которая рассеяла афганские силы.
Когда британские войска начали отход, моманды перегруппировались и снова перешли в атаку. Им помешало прибытие майора Дайса с ротой 12-го пехотного полка и двумя орудиями, огонь которого заставил их снова рассредоточиться. Затем британцы смогли покинуть место происшествия, однако они не смогли двигаться быстро из-за раненых солдат, что позволило момандам преследовать их.

## Последствия
На следующий день британские силы кавалерии, пехоты и артиллерии вернулись в Кам-Дакку. Они издалека обстреляли нескольких момандов, но не встретили сопротивления с их стороны.
Капитан О'Мур Криг был награждён Крестом Виктории за участие в сражение.